# Maître Puntila et son valet Matti (film)
Ne doit pas être confondu avec Maître Puntila et son valet Matti.
Pour plus de détails, voir Fiche technique et Distribution.
Maître Puntila et son valet Matti (titre original : Herr Puntila und sein Knecht Matti) est un film autrichien réalisé par Alberto Cavalcanti sorti en 1960.
Il s'agit d'une adaptation de la pièce de théâtre de Bertolt Brecht.

## Synopsis
Le propriétaire finlandais Puntila, après une soirée bien arrosée, devient ami avec son chauffeur Matti et lui confie ses problèmes. Puntila souhaite marier sa fille Eva à un attaché diplomatique, mais il refuse de donner une partie de sa forêt comme dot pour son gendre.
Puntila se saoule avec plusieurs filles et engage plusieurs domestiques, même s'il n'a pas de travail pour eux. L'attaché diplomatique arrive et demande la main d'Eva. Puntila, déjà ivre, n'apprécie pas l'attaché et le met à la porte.
Étant donné qu'Eva montre un intérêt pour Matti depuis un certain temps, son père veut maintenant la marier au chauffeur. Cependant, elle lui expose les problèmes potentiels d'une telle union. Au lieu du mariage, c'est finalement Matti qui est renvoyé.

## Fiche technique
- Titre : Maître Puntila et son valet Matti
- Titre original : Herr Puntila und sein Knecht Matti
- Réalisation : Alberto Cavalcanti assisté de Max Friedmann
- Scénario : Alberto Cavalcanti, Vladimir Salomonovitch Pozner, Ruth von Mayenburg, Hanns Eisler d'après Bertolt Brecht
- Musique : Hanns Eisler
- Direction artistique : Erik Aaes, Hans Zehetner
- Costumes : Hill Reihs-Gromes
- Photographie : André Bac
- Son : Alfred Norkus (de), Hans Riedl
- Montage : Josef Juvancic
- Production : Heinrich Bauer, Herbert Kollmann
- Société de production : Heinrich Bauer-Film
- Société de distribution : Neue Filmkunst Walter Kirchner
- Pays de production :  Autriche
- Langue : allemand
- Format : Couleur - 1,33:1 - mono - 35 mm
- Genre : comédie dramatique
- Durée : 97 minutes
- Dates de sortie :
  - Allemagne de l'Ouest : 21 octobre 1960.
  - Allemagne de l'Est : 10 décembre 1965.

## Distribution
- Curt Bois : Johannes Puntila
- Heinz Engelmann (en) : Knecht Matti Altonen
- Maria Emo : Eva Puntila
- Gaby Banschenbach : Laina
- Inge Holzleitner : Fina
- Edith Prager (de) : Manda
- Erika Pelikowsky (de) : Sandra
- Elfriede Irrall : Lisu
- Erland Erlandsen : L'attaché
- Otto Schmöle : Le juge
- Robert Werner : La journaliste
- Fritz Heller (de) : Le ministre
- Aladar Kunrad : Le policier
- Josef Gmeinder : Le médecin
- Max Brod : L'avocat
- Armand Ozory : Le dentiste
- Friedrich Links : Le prévôt
- Dorothea Neff : La prévôt
- Karl Skraup (de) : Josef, le pharmacien
- Mela Wigandt : Apothekerin
- Elena Polewitzkaja : Sandra Klinckmann
- Elisabeth Stiepl : Emma
- Otto Woegerer : Bibelius

## Histoire
Le film est tourné en 1955 dans les studios Rosenhügel, sous contrôle soviétique, alors que Bertolt Brecht fait l'objet d'un boycott à Vienne de 1953 à 1963, et ne sort que le 21 octobre 1960 à Munich. En France, le film serait sorti avant, le 16 octobre 1957.
La plupart du temps, l'action ressemble plus à une comédie de film typique ou à un Heimatfilm des années 1950, de sorte que le public et les critiques de cinéma s'en sont peu préoccupés. Brecht lui-même qualifie le film de « comédie de salon raffinée », le texte ayant été largement désamorcé politiquement.
La pièce fait l'objet d'une adaptation en 1957 (de) par Manfred Wekwerth et Peter Palitzsch pour la Deutscher Fernsehfunk, l'entreprise de télédiffusion publique de la République démocratique allemande.